# Саут-Монро (Мічиган)
Саут-Монро (англ. South Monroe) — переписна місцевість (CDP) в США, в окрузі Монро штату Мічиган. Населення — 6468 осіб (2020).

## Географія
Саут-Монро розташований за координатами 41°53′35″ пн. ш. 83°25′4″ зх. д. / 41.89306° пн. ш. 83.41778° зх. д. (41.893022, -83.417906).  За даними Бюро перепису населення США в 2010 році переписна місцевість мала площу 6,14 км², уся площа — суходіл.

## Демографія
Згідно з переписом 2010 року, у переписній місцевості мешкали 6433 особи в 2712 домогосподарствах у складі 1727 родин. Густота населення становила 1047 осіб/км².  Було 2920 помешкань (475/км²).
Расовий склад населення:
| - 91,6 % — білих - 3,1 % — чорних або афроамериканців - 0,7 % — азіатів - 0,2 % — корінних американців - 1,4 % — осіб інших рас |

До двох чи більше рас належало 2,9 %. Частка іспаномовних становила 4,2 % від усіх жителів.
За віковим діапазоном населення розподілялося таким чином: 23,2 % — особи молодші 18 років, 58,2 % — особи у віці 18—64 років, 18,6 % — особи у віці 65 років та старші. Медіана віку мешканця становила 41,4 року. На 100 осіб жіночої статі у переписній місцевості припадало 84,3 чоловіків;  на 100 жінок у віці від 18 років та старших — 79,3 чоловіків також старших 18 років.
Середній дохід на одне домашнє господарство  становив 59 773 долари США (медіана — 38 675), а середній дохід на одну сім'ю — 77 210 доларів (медіана — 54 107). Медіана доходів становила 53 843 долари для чоловіків та 32 226 доларів для жінок. За межею бідності перебувало 16,0 % осіб, у тому числі 23,2 % дітей у віці до 18 років та 8,7 % осіб у віці 65 років та старших.
Цивільне працевлаштоване населення становило 2616 осіб. Основні галузі зайнятості: освіта, охорона здоров'я та соціальна допомога — 22,9 %, виробництво — 17,0 %, роздрібна торгівля — 14,5 %.